# СДЮШОР-Металлург
«СДЮШОР-Металлург» (укр. СДЮШОР-Металург) — украинский футбольный клуб, представлявший Специализированную детско-юношескую школу олимпийского резерва в Запорожье. Являлся фарм-клубом запорожского «Металлурга». В сезоне 2000/01 участвовал во второй лиге чемпионата Украины

## История
Детско-юношеская спортивная школа запорожского «Металлурга» была основана в 1951 году. Команда школы участвовала в юношеских турнирах, неоднократно становясь их призёрами, как на уровне Украинской ССР, так и на всесоюзном уровне. Также команда выступала в региональных соревнованиях, в 1975 году став серебряным призёром чемпионата Запорожской области. В том же, 1975 году, школа получила статус специализированной
В 2000 году, на базе расформированного в том же году запорожского «Виктора», была создана команда, которая под названием «СДЮШОР-Металлург» была заявлена для участия в группе «В» второй лиги Украины, в качестве фарм-клуба «Металлурга» (при том, что в группе «Б» участвовал другой фарм-клуб запорожцев — «Металлург-2»). Дебютную игру на профессиональном уровне команда провела 12 августа 2000 года, в Ахтырке уступив местному «Нефтянику» со счетом 6:0. На протяжении первого круга главным тренером был Вячеслав Тропин, во втором круге команду возглавил Игорь Надеин. Матчи «СДЮШОР-Металлург» проводил на запорожских стадионах «Локомотив», «Металлург» и стадионе Запорожского автозавода. Сезон команда закончила на последней строчке турнирной таблицы, отстав от предпоследнего коллектива, алчевской «Стали-2», на 11 очков. В дальнейшем команда школы трансформировалась в четыре возрастных группы, принявших участие в детско-юношеской футбольной лиге Украины

## Статистика
| Сезон   | Дивизион            | Место в чемпионате | И  | В | Н | П  | ГЗ | ГП | О  | Кубок Украины |
| ------- | ------------------- | ------------------ | -- | - | - | -- | -- | -- | -- | ------------- |
| 2000/01 | Вторая лига Украины | 16 из 16           | 30 | 3 | 5 | 22 | 17 | 80 | 14 | Не участвовал |